# Черри, Майкл
Майкл Черри (англ. Michael Cherry; род. 23 марта 1995, Нью-Йорк, Нью-Йорк) — американский легкоатлет, спринтер, чемпион мира в эстафетном беге.

## Биография
Черри стартовал в беге с эстафетой на 400 метров на молодёжном чемпионате мира 2014 года в Юджине, Орегон и смог завоевать золотую медаль. Два года спустя он также завоевал золотую медаль в эстафете (4 × 400 метров) на чемпионатах U23 NACAC, а также занял второе место на 400 метров.
Международный прорыв удалось сделать в 2017 году, когда он завоевал серебро на чемпионате мира 2017 года в Лондоне в эстафете 4 на 400 метров. В начале 2018 года он стал американским чемпионом зала на 400 метров и, следовательно, был номинирован на чемпионат мира в зале. Здесь он завоевал серебро на своей парадной дистанции как в одиночном разряде, так и в эстафете.